# Гази Экрем Хюсрев-паша
Гази́ Экре́м Хюсре́в-паша (тур. Gazi Ekrem Hüsrev Paşa; 1584 — 1632, Токат) — османский государственный деятель, великий визирь (1628–1631) в правление султана Мурада IV.

## Биография
По происхождению босниец, получил образование в дворцовой школе Эндерун, а затем начал службу в качестве силахдар (оруженосца). В 1624 году под командованием великого визиря Черкеса Мехмеда Али-паши участвовал в военном походе против мятежников, которых возглавлял Абаза-паша. 5 сентября 1624 года участвовал в битве при Кайсери, в которой мятежники были разгромлены.
После смерти в Токате Черкеса Мехмеда Али-паши поддержал Хафиз Ахмед-пашу в качестве великого визиря. Под командованием нового великого визиря Хюсрев-паша принимал участие в осаде Багдада, которая продолжалась до июня 1626 года и была снята из-за недостатка продовольствия у османской армии.
6 апреля 1628 года был назначен на должность великого визиря и возглавил поход против Абазы-паши и осадил его в Эрзуруме. Хюсрев-паша сумел привлечь сторонников Абазы-паши на свою сторону и Абаза-паша в сентябре того же года сдался в плен. В июле 1629 года Хюсрев-паша стал готовиться к походу на Багдад, получив из Стамбула осадные пушки. Из-за сильных ливней, которые затопили дороги поход пришлось отложить до января 1630 года.
Хюсрев-паша во главе османской армии вышел из Мосула и направился в сторону Багдада. 4 мая того же года нанёс поражение армии 40-тысячной армии персов в битве при Михрибане. Эта победа открыла османской армии путь внутрь Ирана. 9 июня османская армия захватила и разграбила Хамадан и выступила в сторону Багдада. Османы несли большие потери из-за недостатка продовольствия, поскольку персы применяли войну на истощение, нападая на их отряды и лишая османов путей снабжения продовольствием, а также применяя тактику выжженной земли. В октябре 1630 года началась осада Багдада, которая велась неудачно и в ноябре того же года осада была снята из-за наступающей зимы. Хюсрев-паша отступил зимовать в Мосул, но из-за угрозы осады города Сефевидами, приказал отступить в Мардин.
25 октября 1631 года был уволен с поста великого визиря из-за военных неудач и недовольства янычар и сипахов, которые восстали против него. Хюсрев-паша отправился в Токат, где остался на зиму из-за тяжёлой болезни, но вскоре янычары и сипахи устроили мятеж в Диярбакыре. В феврале 1632 года султан Мурад IV приказал казнить Хюсрева-пашу, который был обвинён в подрыве стабильности государства и в марте 1632 года был задушен палачами султана. Его отрубленная голова была отправлена в Стамбул, как доказательство его казни.